# Gerda Lundequist

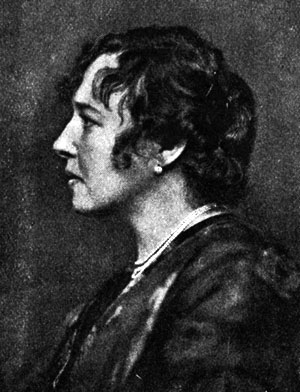
Gerda Lundequist 1895.

Gerda Carola Cecilia Lundequist, ursprungligen Lundqvist, född 4 februari 1871 i Stockholm, död 23 oktober 1959 i Stockholm, var en svensk skådespelare. Lundequist var Skandinaviens stora tragedienne och dramatiska skådespelerska vid förra sekelskiftet. Hon kallades ofta för "Sveriges Sarah Bernhardt" och var känd för sina många Strindberg-, Ibsen- och Shakespeare-tolkningar.

## Biografi
Gerda Lundequist föddes i Klara församling och var dotter till den ogifta hårfrisörskan Hedvig Lundqvist eller Lundequist (1837–1887) men hon blev fosterdotter till sin moster Amalia Charlotta Ekecrantz, född Lundqvist (1846–1914). Hon studerade vid Kungliga Teaterns elevskola 1886–1889 (för Signe Hebbe) samt vid Dramatiska teatern 1889–1891. Efter studierna engagerades hon vid Stora teatern i Göteborg och hos Selander 1891–1896 samt senare vid Albert Ranfts teatrar, framför allt vid Svenska teatern. Hon var under blandade perioder engagerad vid Dramaten från början av 1900-talet fram till 1948, men även frilansande skådespelare vid Riksteatern och Vasateatern. Lundequist var även (tillsammans med Torsten Hammarén) verksam som regissör och konstnärlig ledare för Helsingborgs stadsteater under några år på 1920-talet där hon bland annat framgångsrikt regisserade Eugene O'Neills Anna Christie (~1923–1924). Hon var även lärare i scenframställning vid Dramatens elevskola och Operans elevskola under 1930- och 40-talet samt återkommande gästföreläsare vid Kvinnliga medborgarskolan i Fogelstad. Hon satt även med i Medborgarskolans förtroenderåd.
Berömda är hennes rolltolkningar av Ibsens och Shakespeares stora kvinnoroller; som hennes kritikerrosade Lady Macbeth och drottning Gertrude i Hamlet och som Fru Allving i Gengångare. I den allra första uppsättningen av John Gabriel Borkman gjorde hon rollen som Ella Rentheim. Lundequist gjorde även titelrollen som Gertrud i originaluppsättningen av Hjalmar Söderbergs pjäs på gamla Dramaten år 1908.
Scendebuten skedde år 1889; redan året efter spelade hon rollen som Anne-Marie i Ibsens Ett dockhem. Bland succérolltolkningar under Lundequists scenkarriär räknas hennes Monna Vanna i Maeterlincks drama (Svenska teatern, 1903), Goneril i Shakespeares Kung Lear (Dramaten, 1908), hennes Tora i Bjørnstjerne Bjørnsons Paul Lange och Tora Parsberg (Dramaten 1909; Svenska teatern 1922), huvudrollen i Sofokles Antigone (Dramaten, 1909) och huvudrollen i Schillers Maria Stuart (Dramaten, 1910). Hon spelade också Jane Eyre i en tidig uppsättning på Stora Teatern i Göteborg år 1894. När hon 1949 gick i pension som teaterskådespelerska så hade hon stått på scen professionellt i 60 år i över hundratalet roller. Hon var aktiv in i det sista och gjorde på äldre dar också stor succé i ett antal mer komedibetonade roller, som visade att hon även hade en stor talang som komedienn (tidigare i karriären hade hon i princip aldrig spelat i komediroller); bland annat som den gamla damen som för sina grannar hittar på att hon har en son som hon sitter och skriver till och som får stora bekymmer när "sonen" plötsligt dyker upp en dag i J.M. Barries enaktare Den gamla visar sina medaljer på Vasateatern 1940 (mot Georg Rydeberg)  och även som den imposanta och ränksmidande Änkedomprostinnan Julia Hylténius i Hjalmar Bergmans komedi Hans nåds testamente 1945 (en succéroll hon spelade ett flertal gånger, sista gången 1949).
Hon var den rådvilla Lucias gamla amma och rådgiverska i Dramatens Luciaspel 1946. Två av hennes allra sista stora och hyllade rolltolkningar på Dramaten blev som Bernardas mor i Lorcas Bernardas hus och som Hertiginnan av York i Shakespeares Richard III, i regi av Alf Sjöberg; båda 1947 (se rollporträtt ur sistnämna nedan). Hon medverkade även i Ingmar Bergmans radiouppsättning av Strindbergs Holländaren för Radioteatern, 1947.
I likhet med så många andra skådespelare av hennes teatergeneration medverkade Gerda Lundequist enbart i ett fåtal roller på film. De bästa av dessa är som Majorskan på Ekeby i stumfilmen Gösta Berlings saga 1924 (regi: Mauritz Stiller) och hennes färgstarka biroll som änkedrottningen i Giftas 1955 mot Anita Björk (regi: Anders Henrikson).
Gerda Lundequist var från 1908 gift med direktören Alfred Dahlström (1859–1923). Hon efterlämnade vid sitt frånfälle en dotter, Cecilia, gift Shaw, och tre barnbarn, varav sångerskan Sonja Kristina i gruppen Curved Air är det ena.
Hon avled 1959 i Hedvig Eleonora församling i Stockholm men är gravsatt på Östra kyrkogården i Göteborg.
Hon mottog medaljen Litteris et Artibus 1917.

## Filmografi i urval
- 1924 – Gösta Berlings saga
- 1931 – En natt
- 1940 – Stora famnen

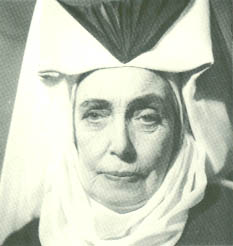
Som Hertiginnan av York i Alf Sjöbergs uppsättning av Shakespeares Richard III, Dramaten 1947.

- 1944 – Räkna de lyckliga stunderna blott
- 1946 – Onsdagsväninnan
- 1947 – Den långa vägen
- 1955 – Giftas
- 1961 – Maria Angélica (TV-teater; inspelad 1959, TV-sänd 1961)

## Teater

### Roller (ej komplett)

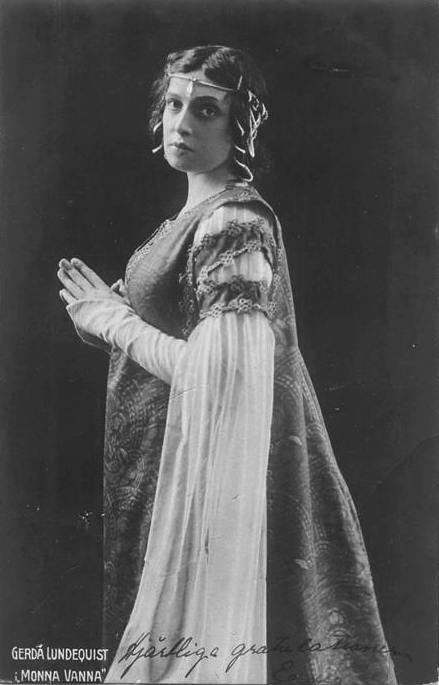
I pjäsen Monna Vanna av Maurice Maeterlinck 1903

| År   | Roll                      | Produktion                                               | Regi                      | Teater                      |
| ---- | ------------------------- | -------------------------------------------------------- | ------------------------- | --------------------------- |
| 1889 | Det förra seklets gudinna | Seklernas nyårsnatt Gustaf af Geijerstam                 |                           | Svenska teatern, Stockholm  |
| 1894 | Regina                    | Regina von Emmeritz Zacharias Topelius                   |                           | Stora Teatern, Göteborg     |
| 1897 | Johanna                   | Ungdomslek Frederik Leth Hansen                          |                           | Vasateatern                 |
| 1898 | Delphine de Valtamier     | Marcelle Victorien Sardou                                |                           | Vasateatern                 |
| 1898 | Ingeborg                  | Kungsämnena Henrik Ibsen                                 | Harald Molander           | Vasateatern                 |
| 1898 |                           | Moder Jorden Max Halbe                                   |                           | Vasateatern                 |
| 1898 | Magnhild                  | Bröllopet på Ulfåsa Frans Hedberg                        | Harald Molander           | Svenska teatern, Stockholm  |
| 1898 | Nathalie Hovind           | Vid rikets port Knut Hamsun                              |                           | Svenska teatern, Stockholm  |
| 1898 | Hertiginnan av Gloucester | Konung Richard II William Shakespeare                    | August Lindberg           | Svenska teatern, Stockholm  |
| 1899 | Hjördis                   | Härmännen på Helgeland Henrik Ibsen                      |                           | Svenska teatern, Stockholm  |
| 1899 |                           | Stora syster Jules Lemaître                              |                           | Svenska teatern, Stockholm  |
| 1900 | En resande dam            | När vi döda vakna Henrik Ibsen                           |                           | Svenska teatern, Stockholm  |
| 1901 | Drottning Blanche         | Folkungasagan August Strindberg                          |                           | Svenska teatern, Stockholm  |
| 1901 | Änkedrottningen           | Kung Harlekin Rudolf Lothar                              |                           | Svenska teatern, Stockholm  |
| 1901 | Gertrud                   | En lyckoriddare Harald Molander                          |                           | Svenska teatern, Stockholm  |
| 1901 |                           | Lavendel Arthur Wing Pinero                              |                           | Svenska teatern, Stockholm  |
| 1901 |                           | En lyckoriddare Harald Molander                          |                           | Svenska teatern, Stockholm  |
| 1905 | Ragna                     | Daglannet Björnstjerne Björnson                          |                           | Svenska teatern, Stockholm  |
| 1905 | Drottningen               | Greven av Antwerpen Per Hallström                        |                           | Svenska teatern, Stockholm  |
| 1905 | Katinka Maslof            | Uppståndelse Lev Tolstoj                                 |                           | Svenska teatern, Stockholm  |
| 1906 | Ingrid Bram               | Ett hems drama Tor Hedberg                               |                           | Svenska teatern, Stockholm  |
| 1906 |                           | Flyttfåglar Maurice Donnay och Lucien Descaves           |                           | Svenska teatern, Stockholm  |
| 1906 | Minna von Barnhelm        | Minna von Barnhelm Gotthold Ephraim Lessing              |                           | Kungliga Dramatiska Teatern |
| 1921 | Tora Parsberg             | Paul Lange och Tora Parsberg Björnstjerne Björnson       |                           | Svenska teatern, Stockholm  |
| 1923 | Jolante                   | Komedien Nini Roll Anker                                 | Gerda Lundequist-Dalström | Helsingborgs stadsteater    |
| 1924 | Raimunda                  | Åtrå Jacinto Benavente                                   | Gerda Lundequist-Dalström | Helsingborgs stadsteater    |
| 1924 | Therese Pascal            | Fröken Pascal Martial Piéchaud                           | Gerda Lundequist-Dalström | Helsingborgs stadsteater    |
| 1925 | Antigone                  | Antigone Sofokles                                        | Gerda Lundequist-Dalström | Helsingborgs stadsteater    |
| 1925 | Fru Tora Engelstoft       | Thora van Deken Henrik Pontoppidan och Hjalmar Bergstrøm | Gerda Lundequist-Dalström | Helsingborgs stadsteater    |
| 1925 | Emily                     | Kära släkten Gustav Esmann                               | Gerda Lundequist-Dalström | Helsingborgs stadsteater    |
| 1925 | Modern                    | Löftet Tomasino Scotti                                   | Gerda Lundequist-Dalström | Helsingborgs stadsteater    |
| 1937 | Josephine Popinot         | Ungdomen kommer med åren Seymour Hicks och Ashley Dukes  | Gunnar Tolnæs             | Vasateatern                 |
| 1938 | Majorskan på Ekeby        | Gösta Berlings saga Selma Lagerlöf                       | Johan Falck               | Riksteatern                 |
| 1940 | Mrs Dowey                 | Den gamla visar sina medaljer J. M. Barrie               | Martha Lundholm           | Vasateatern                 |

### Regi (ej komplett)
| År   | Produktion                        | Upphovsmän                                      | Teater                   |
| ---- | --------------------------------- | ----------------------------------------------- | ------------------------ |
| 1923 | Högt spel                         | Ernst Didring                                   | Helsingborgs stadsteater |
| 1923 | Komedien                          | Nini Roll Anker                                 | Helsingborgs stadsteater |
| 1923 | Anna Christie                     | Eugene O'Neill Översättning Elsa af Trolle      | Helsingborgs stadsteater |
| 1924 | Åtrå La Malquerida                | Jacinto Benavente Översättning Olof Molander    | Helsingborgs stadsteater |
| 1924 | Fröken Pascal Mademoiselle Pascal | Martial Piéchaud Översättning Carlo Keil-Möller | Helsingborgs stadsteater |
| 1925 | Antigone Ἀντιγόνη                 | Sofokles Översättning Holger Nyblom             | Helsingborgs stadsteater |
| 1925 | Thora van Deken                   | Henrik Pontoppidan och Hjalmar Bergstrøm        | Helsingborgs stadsteater |
| 1925 | Kära släkten Den kære Familie     | Gustav Esmann                                   | Helsingborgs stadsteater |
| 1925 | Löftet                            | Tomasino Scotti                                 | Helsingborgs stadsteater |